# Jacek Radziński
Jacek Radziński (ur. 21 maja 1968) – polski aktor i prezenter telewizyjny.

## Życiorys
W 1991 ukończył krakowską PWST (oddział we Wrocławiu). Tego samego roku, 7 grudnia zadebiutował w teatrze na scenie Teatru im. Wilama Horzycy w Toruniu w przedstawieniu „Białe małżeństwo” (w roli Czarnego Myśliwego).
Następnie występował w teatrach: Współczesnym we Wrocławiu (1993–1994), Dramatycznym w Wałbrzychu (1994), Dramatycznym w Legnicy (1995–1996), Nowym w Warszawie (1996–1998) i Operze Bałtyckiej w Gdańsku (1998).
W latach 1998–2000 na antenie TVN prowadził program „Zwariowana forsa”. W 2001 r. na antenie Polsatu prowadził reality show „Dwa światy”.

## Filmografia
- 1990 – Zakład jako Franek
- 1996 – Deszczowy żołnierz jako żołnierz
- 1998 – Złotopolscy jako Igor Blumberg „Kasjer”, poszukiwany listem gończym
- 2002 – Na dobre i na złe odc.111 jako Bandyta „Zwis”, który napadł na ambulans
- 1999 – Ogniem i mieczem
- 1999 – Tygrysy Europy jako Mężczyzna w klubie pani Steni
- 2000 – Sukces jako Taksówkarz wiozący Kramera
- 2003 – Plebania jako kompan Ireneusza (2003)
- 2001 – Wiedźmin jako elf Errdil
- 2001 – Gulczas, a jak myślisz... jako oświetleniowiec na planie filmu
- 2002 – Kasia i Tomek jako Pracownik wypożyczalni nart (głos) (2002)
- 2002–2003 – Gorący temat jako Janusz Marian Bończyk
- 2004–2008 – Fala zbrodni jako Eryk Gadziński
- 2003 – Pogoda na jutro jako Marian, mechanik „Robala”
- 2005 – Oficer jako Członek komisji lekarskiej w szpitalu psychiatrycznym (odc. 12)
- 2004 – Kryminalni jako Gałka (odc. 3)
- 2005 – Oda do radości jako właściciel klubu
- 2005 – Okazja jako komisarz
- 2008 – Czas honoru jako Niemiec (odc. 3)
- 2008–2009 – Teraz albo nigdy! jako Roman Zarubek
- 2011 – Licencja na wychowanie jako nauczyciel
- 2012–2021 – Ojciec Mateusz jako ''Broda'' (odc. 101); Jacek Gierus (odc. 129); prezes klubu piłkarskiego (odc. 256); Bogdan Strąk (odc. 335)
- 2017 – Lekarze na start jako Marek Cichy, ojciec Marianny, także dawny chłopak Walerii (odc. 40)
- 2024 – Komisarz Alex jako Grzegorz Rajski (odc. 274)